# Senzilloides
Senzilloides is een geslacht van steenvliegen uit de familie Gripopterygidae. De wetenschappelijke naam van het geslacht is voor het eerst geldig gepubliceerd in 1963 door Illies.

## Soorten
Senzilloides omvat de volgende soorten:
- Senzilloides panguipullii (Navás, 1928)